# تشارلز أرمسترونغ
تشارلز أرمسترونغ (بالإنجليزية: Charles Armstrong)‏ هو عالم فيروسات وضابط أمريكي، ولد في 25 سبتمبر 1886 في ألايانس في الولايات المتحدة، وتوفي في 23 يونيو 1967 في بيثيسدا في الولايات المتحدة.